# أبو القاسم العدوي
أبو القاسم أحمد بن محمد بن أحمد كان بالأندلس معلمًا لعلم العدد والهندسة، نافذًا فيهما، كذا في طبقات الأمم لصاعد.